# Stima

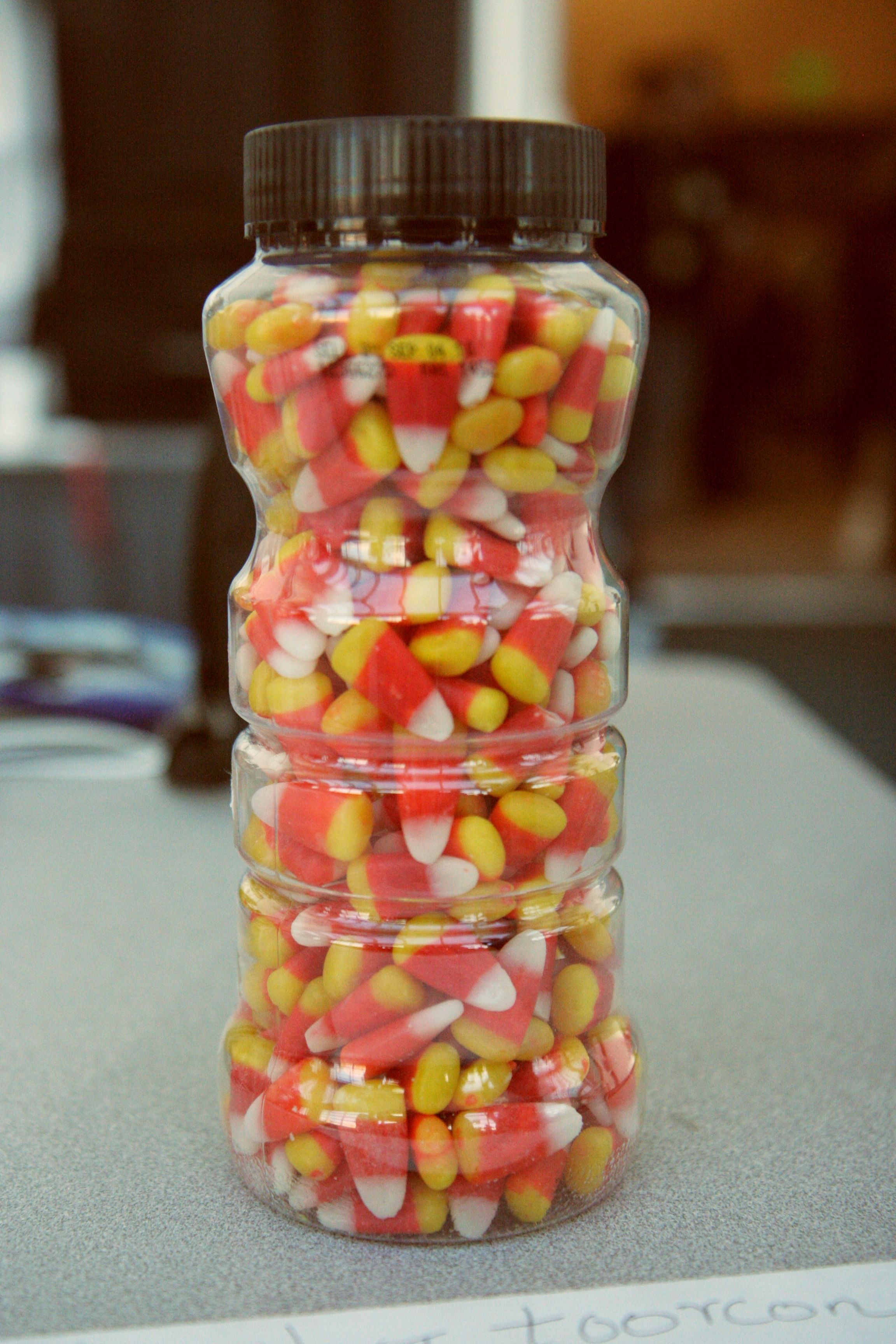
Il numero esatto di caramelle in questo barattolo non può essere determinato guardandolo, perché la maggior parte delle caramelle non sono visibili.

La stima è una valutazione effettuata dal valutatore finalizzata a stabilire il valore numerico di una grandezza, come ad esempio il valore economico e monetario di un bene mobile o immobile. Può essere utilizzata, in casi più rari, per indicare il costo approssimativo di un dato servizio.
Talora il termine è anche riferito all’opinione ovvero la considerazione che si ha di una persona, o di un fatto o oggetto.

## Estimo
Nell'estimo, la stima è l'insieme di operazioni con le quali il valutatore (talora definito anche esperto, o estimatore o perito) ricerca il valore di un bene meglio descritto nella perizia di stima (tipicamente una Immobilizzazione Materiale o un'azienda). Questo valore può essere trovato utilizzando aspetti economici differenti in funzione delle finalità della stima.
Esistono diversi tipi di stima: sintetiche o analitiche. La stima non è una fattura. Essa si differenzia dalla prima perché sono una valutazione dei costi soltanto approssimativa e che può subire dunque delle variazioni.
La stima può essere effettuata secondo diverse metodologie e con diverse finalità, tenuto conto dei differenti valori.
Il Codice delle Valutazioni Immobiliari - Italian Property Valuation Standard (sesta edizione, 2025) identifica sia le metodiche estimative coerenti con gli Standard internazinali di valutazione, sia le "basi del valore" funzionali alla dertermiazione del valore, tra queste: il valore di mercato, il valore di trasformazione, il valore di credito ipotecario, ecc..
In base al dettato dell’art. 4, comma 1, punto 76) del Regolamento (UE) 575/2013 per valore di mercato «si intende l’importo stimato al quale l’immobile verrebbe venduto alla data della valutazione in un’operazione svolta tra un venditore e un acquirente consenzienti alle normali condizioni di mercato dopo un’adeguata promozione commerciale, nell’ambito della quale entrambe le parti hanno agito con cognizione di causa, con prudenza e senza costrizioni».
Le stime patrimoniali ricercano consuetamente il più probabile valore venale di comune commercio o valore di mercato del bene esaminato, mentre le stime a fini assicurativi (stime preventive) hanno come obiettivo la determinazione del valore a nuovo del bene, per consentire una sua corretta copertura.
In particolare la stima è il risultato dell'indagine condotta con il metodo estimativo, ossia è la procedura diretta a determinare il valore dei beni secondo le esigenze per cui è richiesta la stima; si fonda su un andamento razionale ed ha carattere scientifico
.
Il perito per svolgere al meglio la sua professione, deve coniugare una profonda padronanza degli elementi tecnici del bene da valutare, con una perfetta conoscenza dei principi generali dell’estimo, al fine di applicarli alla disciplina.
Deve quindi conoscere i principi fondamentali con i quali non si potrà mai essere in contraddizione ricordando l’insegnamento di Giuseppe Medici, che definisce così la scienza: Il carattere fondamentale dell’estimo e quello di insegnare ad esprimere giudizi circa la somma di moneta che si può attribuire, per soddisfare date esigenze pratiche, ad un qualsiasi bene economico oggetto di stima.

## Statistica
In statistica, la stima può denotare:
- l'operazione di attribuire, in base alle osservazioni di un campione, valori numerici ai parametri di una distribuzione scelta come modello statistico della popolazione da cui è stato estratto il campione[6]
- il valore assunto da uno stimatore in corrispondenza a un particolare campione. Per maggiori dettagli, vedere le voci Teoria della stima e Stimatore[7]